# 楊增犖
楊增犖（？—？），字昀谷，号松阳山人，江西省南昌府新建縣人，清朝政治人物、進士出身。
光緒二十四年（1898年），参加光緒戊戌科殿試，登進士二甲81名。同年五月，以主事分部学习。